# Aristida latzii
Aristida latzii är en gräsart som beskrevs av Bryan Kenneth Simon. Aristida latzii ingår i släktet Aristida och familjen gräs. Inga underarter finns listade i Catalogue of Life.